# Salim Chaf
Salim Chaf (em persa: سليم چاف, também romanizada como Salīm Chāf; também conhecida como Salīm Chāk) é uma aldeia do distrito rural de Dehgah, situada no condado de Astaneh-ye Ashrafiyeh, na província de Gilan, no Irã. Segundo o censo de 2006, sua população era de 360, em 109 famílias.